# Ben Halloran
Ben Halloran (sinh ngày 14 tháng 6 năm 1992) là một cầu thủ bóng đá người Úc.

## Đội tuyển bóng đá quốc gia Úc
Ben Halloran thi đấu cho đội tuyển bóng đá quốc gia Úc từ năm 2014.

## Thống kê sự nghiệp
| Đội tuyển bóng đá Úc | Đội tuyển bóng đá Úc | Đội tuyển bóng đá Úc |
| Năm                  | Trận                 | Bàn                  |
| -------------------- | -------------------- | -------------------- |
| 2014                 | 6                    | 0                    |
| Tổng cộng            | 6                    | 0                    |